# Hobart Pasha
Hobart Pasha, egentligen Augustus Charles Hobart-Hampden, född 1 augusti 1822, död 19 juni 1886, var en brittisk sjömilitär.
Hobart-Hampden blev officer 1842, kommendör 1863 och erhöll avsked samma år. Han deltog under Krimkriget i en expedition till Östersjön och uppträdde under Nordamerikanska inbördeskriget som blockadbrytare på sydstaternas sida. 1867 trädde han i turkisk tjänst som konteramiral och utmärkte sig under upproret på Kreta, återinträdde i brittisk tjänst 1874 men kallades vid rysk-turkiska krigets utbrott 1877 åter till Turkiet och erhöll befälet över turkiska flottan. 1881 utnämndes Hobart till muschir (marskalk) och blev 1885 viceamiral i brittiska flottans reserv. Han utgav Never caught (1867) och Sketches from my life (1887). Den senare utkom på svenska som Amiral Hobert paschas lif och bedrifter under engelsk och turkisk örlogsflagg (översättning Johannes Granlund, Adolf Johnson, 1887).

## Fotnoter
1. 1 2  SNAC, SNAC Ark-ID: w6100z5z, läs online, läst: 9 oktober 2017.[källa från Wikidata]
2. 1 2  Encyclopædia Britannica, Encyclopædia Britannica Online-ID: biography/Hobart-Pasatopic/Britannica-Online, läst: 9 oktober 2017.[källa från Wikidata]
3. 1 2  Darryl Roger Lundy, The Peerage, The Peerage person-ID: p8466.htm#i84659.[källa från Wikidata]
4. ↑  HOBART. : Lieutenant, 1845., A Naval Biographical Dictionary.[källa från Wikidata]
5. 1 2  The Peerage person-ID: p8466.htm#i84659, läst: 7 augusti 2020.[källa från Wikidata]
6. 1 2  Darryl Roger Lundy, The Peerage.[källa från Wikidata]